# Talipao
Talipao é um município de  primeira classe de renda municipal (d) na província Sulu, nas Filipinas. De acordo com o censo de 1 de maio  de  2020 possui uma população de 100 088 pessoas e 15 853 domicílios.